# Aécio de Borba Vasconcelos
Aécio de Borba Vasconcelos (Fortaleza, 6 de abril de 1931 - Fortaleza, 24 de marzo de 2021) fue un abogado, periodista, docente, industrial, agropecuarista, director deportivo y político brasileño afincado en Ceará afiliado al Progresista (PP).

## Biografía
Fue hijo de José de Borba Vasconcelos y Maria Melo de Borba Vasconcelos. Su padre fue diputado federal y ayudó a redactar la Constitución de 1946. Es cuñado de Mauro Benevides y tío de los políticos Carlos Benevides y Mauro Benevides Filho.
Se graduó de abogado en 1954 en la Universidad Federal de Ceará, ingresó en la UDN, pero obtuvo su primer mandato por el PL cuando fue elegido vicealcalde de Fortaleza en 1958, asumiendo el cargo temporalmente durante el gobierno de Manoel Cordeiro Neto. Diputado de Estado electo en 1962 dejó el mandato para ocupar la Secretaría de Planificación y luego la Secretaría de Agricultura en el primer gobierno de Virgílio Távora. En 1979 fue nombrado asesor especial del gobierno de Ceará con el regreso de Virgílio Távora al poder.
Con el fin del bipartidismo, dejó ARENA por el PDS por lo que fue elegido diputado federal en 1982, 1986 y 1990 e incluso ausente de la votación de la Enmienda Dante de Oliveira en 1984, votó por Paulo Maluf en la Colegio Electoral en 1985, participó en la Asamblea Nacional Constituyente que redactó la Constitución de 1988 y votó para abrir el proceso de juicio político para el presidente Fernando Collor en 1992. Con la extinción del PDS, se incorporó al PPR y se convirtió en suplente en 1994, ejerciendo finalmente su mandato tras la convocatoria.
Fue dos veces campeón brasileño de selecciones de fútbol sala en 1967 y 1969, dirigiendo la selección de Ceará. Luego llevó a la selección brasileña de fútbol sala a ganar el campeonato sudamericano en 1969. Fue presidente de la Confederación Brasileña de Futsal desde su fundación en 1979 hasta 2014. En su honor, se construyó el Gimnasio Aécio de Borba en Fortaleza.